# Jason Furman
```

```

Jason Furman, född 18 augusti 1970, är en amerikansk nationalekonom och ämbetsman som var senast ordförande för rådgivningsorganet Council of Economic Advisers (CEA) mellan 2 augusti 2013 och 20 januari 2017. Han har tidigare arbetat som särskild ekonomisk rådgivare till den före detta presidenten Bill Clinton mellan 1999 och 2000, varit ekonomisk rådgivare till chefsekonomen och senior vicepresident Joseph Stiglitz på Världsbanken, var budgetexpert hos Brookings Institution, varit ekonomisk rådgivare till presidentvalskampanjer för Barack Obama, John Kerry, Al Gore och general Wesley Clark, Sr och biträdande chef för National Economic Council.
Furman tog en master of science i nationalekonomi vid London School of Economics, en master i offentlig förvaltning vid John F. Kennedy School of Government och en filosofie doktor i nationalekonomi vid Harvard University.